# رندان
رندان یکی از روستاهای دهستان سولقان از توابع شهرستان تهران است.
مردم رندان هنوز به زبان قدیم تهران یعنی تاتی صحبت می‌کنند.